# Xã East Pikeland, Quận Chester, Pennsylvania
Xã East Pikeland (tiếng Anh: East Pikeland Township) là một xã thuộc quận Chester, tiểu bang Pennsylvania, Hoa Kỳ. Năm 2010, dân số của xã này là 7.079 người.